# Judit Guerrero López
Judit Magdalena Guerrero López (Villa Hidalgo, Zacatecas, 4 de abril de 1961) es una política mexicana, miembro del Partido Revolucionario Institucional (PRI). Ha sido, entre varios cargos, diputada federal, senadora y alcaldesa de la ciudad de Zacatecas.

## Biografía
Es licenciada en Derecho por la Universidad Autónoma de Zacatecas y licenciada en Trabajo Social por la Escuela Normal Manuel Ávila Camacho; además cuenta con una maestría en Ciencia Política por misma Universidad Autónoma de Zacatecas. 
Es miembro activo del PRI desde 1978 y del Sindicato Nacional de Trabajadores de la Educación (SNTE) desde 1980, en dicha organización sindical ocupó cargos como secretaria de acción social de la delegación D-II-1, y representante de Centro de Trabajo 32 del SNTE. En 1980 fue jefa del departamento de Trabajo Social y coordinadora municipal del DIF en el municipio de Salinas, San Luis Potosí.
De 1985 a 1988 fue regidora del Ayuntamiento del municipio de Zacatecas encabezado por Raúl Rodríguez Santoyo, misma administración durante la que también fue directora del DIF municipal. De 1991 a 1992 fue subsecretaria de Organización del comité estatal del PRI en el estado.
De 1992 a 1995 fue diputada a la LIV Legislatura del Congreso del Estado de Zacatecas por el distrito 8 local y en la que fue presidente de la comisión permanente y secretaria de la Gran Comisión. Paralelamente a este cargo, fue secretaria general del Consejo de Integración de la Mujer de 1992 a 1994 y coordinadora regional del Congreso de Mujeres por el Cambio de 1993 a 1995.
Al término de la diputación, de 1995 a 1998 fue directora de Gobernación del gobierno del estado por nombramiento del gobernador Arturo Romo Gutiérrez, mismo gobernante que en 1998 la designó como secretaria general de Gobierno en los últimos meses de su administración. 
En 2000 fue elegida senadora suplente en la segunda fórmula de mayoría por su estado, siendo senador propietario José Eulogio Bonilla Robles, para las Legislaturas LVIII y LIX que concluyeron en 2006. Ejerció la senaduría entre el 15 de abril y el 1 de octubre de 2004, debido a licencia de Bonilla para ser candidato del PRI a gobernador de Zacatecas en las elecciones de ése año y que al no lograr la victoria, retornó al cargo. Durante su periodo como senadora, ocupó los cargos de secretaria de la comisión de Estudios Legislativos, Segunda; e integrante de las comisiones de Población y Desarrollo; de Desarrollo Social; y, Jurisdiccional.
De 2000 a 2002 fue secretaria general del comité estatal del PRI y en 2005 fue presidente de los Centros de Integración Juvenil. En 2012 fue elegida diputada federal por el Distrito 3 de Zacatecas a la LXII Legislatura que conluyó en 2015; en ella fue secretaria de la comisión de Justicia; y de Recursos Hidráulicos; además fue integrante de las comisiones: del Comité de la Evaluación de la Gestión y Operación del Centro de Desarrollo Infantil Antonia Nava de Catalán; del Centro de Estudios para el Adelanto de las Mujeres y la Equidad de Género; de Transparencia y Anticorrupción; de Agua Potable y Saneamiento; de Cultura y Cinematografía; de Fortalecimiento a la Educación Superior y la Capacitación para Impulsar el Desarrollo y la Competitividad; de Educación Pública y Servicios Educativos; de Ciencia y Tecnología; de Minería; de Desarrollo Social; y, para Conmemorar el Centenario del Natalicio de Octavio Paz. De 2014 a 2016 fue por segunda ocasión secretaria general del comité estatal del PRI.
En 2016 fue postulada candidata del PRI, el Partido Verde Ecologista de México y el Partido Nueva Alianza a presidente municipal de Zacatecas en las elecciones de ese año. De acuerdo a los resultados electorales, Judit Guerrero López resultó derrotada por su contrincante de Morena, Soledad Luévano Cantú; sin embargo, impugnaron dicho resultado y finalmente el Tribunal Electoral del Poder Judicial de la Federación le dio la razón, anuló el proceso electoral y ordenó la celebración de comicios extraordinarios. La elección extraordinaria se celebró el 4 de diciembre siguiente, en la que volvió a ser candidata de su partido, y en las que logró la victoria. Tomó posesión como presidenta municipal de Zacatecas el 9 de enero de 2017, para el periodo que concluyó el 14 de septiembre de 2018.
El 14 de junio de 2019 fue nombrada directora general del Colegio de Bachilleres de Zacatecas por el gobernador Alejandro Tello Cristerna, cargo en el que permaneció hasta su renuncia el 20 de marzo de 2021.